# 薬子の変
薬子の変（くすこのへん）、または平城太上天皇の変（へいぜいだいじょうてんのうのへん）は、平安時代初期に起こった事件。810年（大同5年）に故桓武天皇皇子である平城上皇と嵯峨天皇が対立するが、嵯峨天皇側が迅速に兵を動かしたことによって、平城上皇が出家して決着する。平城上皇の愛妾の尚侍・藤原薬子や、その兄である参議・藤原仲成らが処罰された。
なお名称について、かつては藤原薬子らが中心となって乱を起こしたものと考えられており、「薬子の変」という名称が一般的であった。しかし、律令制下の太上天皇制度が王権を分掌していることに起因して事件が発生した、という評価がなされるようになり、2003年頃から一部の高等学校用教科書では「平城太上天皇の変」という表現がなされている。また、「薬子の変」と呼ばれるのは、嵯峨天皇が平城上皇に配慮したためだという指摘もある。また、様々な解釈が可能であるこの事件を新元号の弘仁に由来する「弘仁元年の政変」もしくは「弘仁の変」と呼ぶ研究者もいる。

## 背景

### 平城天皇の即位と伊予親王事件
延暦25年（806年）、桓武天皇が崩御して皇太子・安殿親王（平城天皇）が即位、平城天皇は弟の神野親王を皇太弟とした。これは平城天皇が病弱でその子供達も幼かった事を考えて、嫡流相続による皇位継承を困難と見た父・桓武天皇の意向があったともいわれている。だが、翌大同2年（807年）には早くも天皇の異母弟・伊予親王が突然謀反の罪を着せられて死に追い込まれるなど、皇位継承を巡る宮廷内部の紛争は収まる事を知らなかった。

### 嵯峨天皇の即位と「二所朝廷」の成立
大同4年（809年）4月、平城天皇は発病するが、病を叔父早良親王や伊予親王の祟りによるものと考えた天皇は、禍を避けるために譲位を決意する。天皇の寵愛を受けて専横を極めていた尚侍・藤原薬子とその兄の参議・藤原仲成は極力反対するが、天皇の意思は強く、同年4月13日に神野親王が即位する（嵯峨天皇）。皇太子には平城天皇の三男・高岳親王が立てられた。
大同4年12月（810年1月または2月）、平城上皇は旧都である平城京へ移る。平城上皇が天皇の時に設置した観察使の制度を嵯峨天皇が改めようとしたことから平城上皇が怒り、二所朝廷といわれる対立が起こる。平城上皇の復位をもくろむ薬子と仲成はこの対立を大いに助長した。しかも、薬子が任じられていた尚侍の職は、天皇による太政官への命令書である内侍宣の発給を掌っており、当時の太上天皇には天皇と同様に国政に関与できるという考えがあった（例:孝謙上皇と淳仁天皇の職権分割）ことから、場合によっては上皇が薬子の職権で内侍宣を出して太政官を動かす事態も考えられた。また、嵯峨天皇も年が明けた大同5年（810年）正月に病に倒れて元日の朝賀が中止になった事も上皇の復位の可能性を持たせた。後に嵯峨天皇が淳和天皇に譲位した際に、即位直後に病を得た際に平城上皇から天皇の神璽を返すように言われたと述べている。ただし、変が発生する直前の大同5年7月に嵯峨天皇が東宮に遷御したとする記事もあり、天皇の神璽を返却する、すなわち退位の意思を示したのは嵯峨天皇の方で、平城上皇はむしろこれを諫めたと解釈する研究者もいる。ただし、後者の解釈を採用した場合には、この時に嵯峨天皇の退位を諫めた平城上皇がわずか2か月で復位を図ったことになり、この2か月の間に上皇周辺で何が起きたのか、そもそも上皇が本当に復位の意思を持っていたのか？という新たな疑問点が浮上することになる。
嵯峨天皇は大同5年（810年）3月に蔵人所を設置し、同年6月には観察使を廃止して参議を復活した。このことは平城上皇を刺激する。

## 経過
二所朝廷の対立が深まる中で、同年9月6日に平城上皇は平安京を廃して平城京へ遷都する詔勅を出した。このことは嵯峨天皇にとって思いがけない出来事であったが、ひとまず詔勅に従うとして、坂上田村麻呂・藤原冬嗣・紀田上らを造宮使に任命する。嵯峨天皇が信任している者を造宮使として平城京に送り込み、平城上皇側を牽制することが目的と考えられる。また、遷都の詔勅が発せられたことに人心は大いに動揺したという。
嵯峨天皇は遷都を拒否することを決断する。9月10日、嵯峨天皇は使節を発して伊勢国・近江国・美濃国の国府と関を固めさせる。その上で、藤原仲成を捕らえて右兵衛府に監禁の上で佐渡権守に左遷し、薬子の官位を剥奪して罪を鳴らす詔を発した。嵯峨天皇は造宮使だった坂上田村麻呂を大納言に昇任させる。藤原冬嗣は式部大輔、紀田上は尾張守に任じられた。
9月11日、嵯峨天皇は密使を平城京に送り若干の大官を召致した。この日、藤原真夏や文室綿麻呂らが帰京するが、平城上皇派と見られた綿麻呂は左衛士府に禁錮された。
嵯峨天皇の動きを知った平城上皇は激怒し、自ら東国に赴き挙兵することを決断をする。中納言・藤原葛野麻呂ら平城上皇方の群臣は極力これを諌めたが、上皇は薬子とともに輿にのって東に向かった。
平城上皇の動きを知った嵯峨天皇は坂上田村麻呂に上皇の東向阻止を命じる。田村麻呂は出発に当たってかつて蝦夷征討の戦友だった綿麻呂の禁錮を解くことを願い、綿麻呂は許されて参議に任じられる。この日の夜に仲成は射殺された。これは平安時代の政権が律令に基づいて死刑として処罰した数少ない事例であり、これ以降保元元年（1156年）の保元の乱で源為義が死刑執行されるまで約346年間一件も無かった。
中野渡俊治は、「二所朝廷」と呼ばれていても、平城上皇（あるいはそれ以前の太上天皇）の時代には、後世の院庁・院司に相当する機関は存在しておらず、朝廷（太政官）の職員は天皇と太上天皇の両方に分担して職務を行うことになっていた現象を指すに過ぎず、天皇が詔勅を出すのに必要な内印と駅鈴及びこれを管理・運用する官吏（少納言・主鈴）や詔勅の文章を作成する中務省は嵯峨天皇の平安京に居たと考えられ、平城上皇の下には天皇大権を直接発動する仕組がなかった（嵯峨天皇の同意が無い限り有効性のある詔勅が出せなかった）ことが、乱が早々に失敗に終わった原因であると解説している。
平城上皇と薬子の一行は大和国添上郡田村まで来たところで、嵯峨天皇側の兵士が守りを固めていることを知り、とても勝機がないと悟ってやむなく平城京へ戻った。9月12日、平城上皇は平城京に戻って剃髮して出家し、薬子は毒を仰いで自殺した。
また、9月17日には越前介の安倍清継らが上皇の行幸に合わせて兵を挙げようとしたとして、10日の人事で新しく越前介に任じられていた登美藤津や越前国に派遣された民部少輔紀南麻呂に捕らえられている。

## 処置
事件後、嵯峨天皇は関係者に寛大な処置をとることを詔した。高岳親王は皇太子を廃され、代わって天皇の弟・大伴親王（後の淳和天皇）が立てられた。また、9月19日に元号が「弘仁」と改元された。なお、9月24日には嵯峨天皇の皇子で大伴親王の即位後に皇太子に立てられることになる正良親王（後の仁明天皇）が誕生したとされている。
その後、弘仁15年（824年）の平城上皇の崩御の際に、既に譲位していた嵯峨上皇の要望によって、淳和天皇の名で関係者の赦免が行われている。
平城法皇は変の後も朝覲を受けるなどの名誉ある待遇と相当の宮廷費を受けた。上皇が挙兵に着手して失敗した例は、こののち346年後の保元の乱までないが、保元の乱で敗北した崇徳上皇が早々に剃髪して投降したのは、平城上皇の例が念頭にあったゆえとする見方がある。
なお、僧・空海は嵯峨天皇側の勝利を祈念し、以降、日本仏教界一の実力者になる契機となった。

## 変で処罰された人物
| 家系     | 氏名           | 官位など             | 処罰内容                                   |
| -------- | -------------- | -------------------- | ------------------------------------------ |
| 皇族     | 平城上皇       | 太上天皇             | 自主的に出家、大権の喪失                   |
| 皇族     | 高岳親王       | 皇太子               | 廃太子                                     |
| 皇族     | 阿保親王       | 四品                 | 大宰員外帥へ左遷                           |
| 皇族     | 礒野王         | 従五位上・図書頭     | 伊豆権守へ左遷                             |
| 皇族     | 田口王         | 従五位下             | 土佐権守へ左遷                             |
| 皇族     | 真菅王         | 従五位下             | 壱岐権守へ左遷                             |
| 藤原式家 | 藤原薬子       | 正三位・尚侍         | 尚侍を解任、のち自殺                       |
| 藤原式家 | 藤原仲成       | 従四位下・参議       | 佐渡権守へ左遷、のち射殺                   |
| 藤原式家 | 藤原安継       | 従五位下・大舎人助   | 薩摩権守へ左遷                             |
| 藤原式家 | 藤原貞本       | 従五位下・左近衛少将 | 飛騨権守へ左遷                             |
| 藤原式家 | 藤原永主       |                      | 日向国へ流罪                               |
| 藤原式家 | 藤原山主       |                      | 日向国へ流罪                               |
| 藤原式家 | 藤原藤主       |                      | 日向国へ流罪                               |
| 藤原北家 | 藤原真夏       | 正四位下・参議       | 伊豆権守次いで備中権守へ左遷               |
| 藤原北家 | 藤原真雄       | 従四位下・左馬頭     | 伊予守へ左遷、のち備前守に転任             |
| 紀氏     | 紀田上         | 従四位下・尾張守     | 佐渡権守へ左遷                             |
| 紀氏     | 紀良門         | 従五位下・越後守     | 肥前権介へ左遷                             |
| その他   | 多入鹿         | 従四位下・参議       | 讃岐権守へ左遷、のち安芸守、讃岐権守に転任 |
| その他   | 菅野庭主       | 正五位上・木工頭     | 安房権守へ左遷                             |
| その他   | 大中臣常麻呂   | 従五位上・兵部少輔   | 備前権守へ左遷、のち伊予守に転任           |
| その他   | 大伴和武多麻呂 | 従五位上・左近衛少将 | 武蔵権介へ左遷、のち日向権守に左遷         |
| その他   | 御室是嗣       | 従五位上             | 大隅権守へ左遷、のち筑後権介に左遷         |
| その他   | 御室氏継       | 従五位上             | 薩摩権守へ左遷                             |
| その他   | 安倍清継       | 従五位下・越前介     | 安芸権守へ左遷、のち伯耆国へ流罪           |
| その他   | 当麻鱸麻呂     | 従五位下             | 淡路権守へ左遷                             |
| その他   | 安曇広吉       | 従五位下             | 伊予権介へ左遷                             |
| その他   | 百済王愛筌     | 越前権少掾           | 安房国へ流罪                               |
| その他   | 永野浄津       |                      | 越前国へ流罪                               |
| その他   | 伊勢安麻呂     |                      | 能登国へ流罪                               |

## 研究
この事件に関しては、当時を扱った正史の『日本後紀』が完全な形では残っていないため、様々な謎が残され、研究者の間でも意見が分かれている。

### 研究史
1960年代までは、薬子の変の首謀者は藤原仲成・薬子兄妹であることを前提に様々な要因が考えられてきた。譲位によって弱体化した仲成・薬子兄妹自身あるいは所属する藤原式家の勢力挽回を目指した説、平城上皇と嵯峨天皇の政策対立を原因とする説、側近の貴族・官人間の対立とする説、皇位継承を巡る衝突とする説などが挙げられる。しかし、1970年代以降、北山茂夫・佐藤宗諄・橋本義彦らはあくまでも最終的に天皇側との対立を決定したのは上皇の決断によるもので、平城上皇は必ずしも藤原仲成・薬子兄妹に担がれただけの存在ではなかったという意見が出されるようになった。「平城上皇の変」という呼称が用いられるようになったはそうした背景による。特に橋本説は平城上皇自身によって引き起こされた事件であるにもかかわらず仲成・薬子兄妹に責任転嫁させられたとする。ただし、平城上皇が全くの傀儡ではなかったとしても、仲成・薬子兄妹が天皇側の糾弾対象になっている以上、その役割を過小評価すべきではないとする意見もある。

### 桓武天皇の皇位継承構想
薬子の変の背景と密接に関わるものとして、桓武天皇が自分の死後の皇位継承について一定の方針を示しており、それが却って政治的混乱を引き起こしたとする説がある。
河内祥輔は桓武天皇の皇統における近親婚の多さに注目している。
- 桓武天皇には異母妹の酒人内親王が妃となっている。
- 平城天皇には異母妹の朝原内親王（母は酒人内親王）と大宅内親王が妃となっている（後に甘南美内親王も妃となったとする説もある[33]）。
- 嵯峨天皇には異母妹の高津内親王が妃となっている。
- 淳和天皇には異母妹の高志内親王が妻となっている（即位前に死去）。その後に嵯峨天皇の皇女、すなわち姪の正子内親王が皇后となっている。
- 大宅・高津・高志の3人の内親王は同時に加笄の儀（男子の元服に相当）を行っている[34]。

河内は安殿親王（平城天皇）・神野親王（嵯峨天皇）・大伴親王（淳和天皇）の3人に皇位継承権を認めて兄弟間での皇位継承を行わせ、更にそれぞれに異母妹となる内親王を娶せてその所生の子（つまり、両親ともに皇族である親王）に皇位を継承させる構想を抱いていたと唱えた。しかし、この構想に基づいて誕生したのは、業良親王（嵯峨天皇の皇子）と恒世親王（淳和天皇の皇子、早世）のみであった。桓武天皇が崩御時に平城天皇には内親王との間に皇子を儲けられず、嵯峨天皇が生んだ業良親王にも精神的な問題があったとされる。そのため、恒世親王を儲けた淳和天皇（大伴親王）の立場が強くなり、困惑した大伴親王が臣籍降下を願い出て慰留される事態となっている。平城天皇は同母弟の嵯峨天皇（神野親王）を皇太弟に立て、皇位を譲った後に中級貴族の娘を母とする高岳親王を立太子させて自己の子孫への皇位継承を実現させようとした。しかし、桓武天皇の遺命に反した内親王を母としない皇子・高岳親王の立太子が宮廷内における平城上皇への反感を招いて薬子の変の一因になったとする。嵯峨天皇は薬子の変後における大伴親王の立場を無視できず、高岳親王の廃位後に本意であった橘嘉智子所生の正良親王（後の仁明天皇）ではなく、大伴親王を皇太弟にした。その後、嵯峨天皇と淳和天皇（大伴親王）の間で合意が成立し、橘嘉智子が皇后に立てられて正良親王も淳和天皇の皇太子とされ、その次には淳和天皇の皇子が継ぐことになり、恒世親王の急逝もあって嵯峨天皇の皇女・正子内親王が生んだ恒貞親王が仁明天皇の皇太子とされたが、両統迭立の動きに対する反発が仁明天皇の子孫に皇統を一本化する承和の変（恒貞親王の廃太子）が引き起こされたとする。河内は桓武天皇がこのような皇位継承構想を抱いたのは、父である光仁天皇は天智天皇の孫で称徳天皇の急死で急遽皇位を継承したこと、母の高野新笠も渡来人系の中級貴族という出自の低さから、自己の正統性に疑問を抱く貴族の存在を警戒して、少しでもその権威を高めたいと考えたからであるとする。そして、天武天皇の嫡流とされた聖武天皇の血を女系ながら継承した酒人内親王が皇子を生むこと、あるいは実際に酒人内親王が生んだ唯一の子であった朝原内親王が平城天皇との間に皇子を生んで、その子孫が皇位を継承するのが理想であったが、いずれも現実のものにならなかったために事態が複雑化したとしている。
この河内説には様々な意見が寄せられることになった。安田政彦は平城・嵯峨両天皇の異母弟である大伴親王（淳和天皇）が皇位継承者として浮上したのは、延暦24年（805年）の恒世親王の誕生後であったとしている。西本昌弘は桓武天皇は天武天皇の嫡流が最終的に聖武天皇の系統に限定されたために最終的に皇統の断絶に至ったという教訓から、初めから3兄弟の皇位継承を意図していたとした上で、『扶桑略記』などの記事を根拠として、父による皇位継承構想に反対していた平城天皇は自分の子に皇位を継がせるために、神野親王（嵯峨天皇）の廃太子を計画して失敗に終わったとしている。これに対して春名宏昭は自分の弟である早良親王を藤原種継暗殺事件を理由に廃太子にして死に追いやった桓武天皇が兄弟継承を志向してわざわざ後々の火種を捲くとは考えにくいとし、仮に桓武天皇に皇位継承構想があるとすれば3人の内親王を妃にするように図った平城天皇の子孫への直系継承であったとする、更に天武天皇の嫡流の断絶を教訓として兄弟間の皇位継承が構想されたのは事実とみた上で、この構想を発案して神野親王を皇太弟に選択したのは他ならぬ平城天皇であったとして、西本の後世の史料を基にした廃太子計画の存在を完全に否定した上で、高岳親王の立太子は嵯峨天皇の判断であったとする。また、春名は早世したとは言え平城天皇の皇太子時代の最初の妃に藤原帯子が充てられていることや肝心な平城天皇が内親王達に関心を向けずに出自の低い藤井葛子や伊勢継子としか皇子・皇女を儲けていないこと、そして嵯峨天皇も業良親王の生母である高津内親王の妃の地位を剥奪して、出自の低い橘嘉智子を皇后に押し上げて彼女が生んだ仁明天皇を立てたことなど、皇子や貴族達の同意が得られているとは言いがたい皇位継承構想が実際に機能したのか、という点で河内説に疑問を投げかけている。更に河内説は伊予親王（母は藤原南家の藤原吉子）を皇位継承者と考えていないのか全く触れていないが、彼を有力な皇位継承者とみなし、伊予親王事件の原因として挙げる研究者もいる（同項目を参照のこと）。
薬子の変を巡っては皇位継承を巡る対立に原因を求める見解があるため、神野親王（嵯峨天皇）・高岳親王・大伴親王（淳和天皇）の立太子の背景に関する研究は薬子の変の原因を探る上でも重要な問題となっている。

### 挙兵を計画したのは平城上皇か嵯峨天皇か
薬子の変については、嵯峨天皇の動きを警戒した平城上皇が挙兵を計画した結果起きた事件なのか、平城上皇の動きを警戒した嵯峨天皇が挙兵を計画した結果起きた事件なのか、一致した見解を見ていない。なお、この場合、挙兵の主導が上皇や天皇自身ではなく、藤原仲成や藤原冬嗣といった側近が主導して上皇や天皇を担ぎ上げた可能性も含んでいる。
平城上皇側に挙兵の意図があったと説として西本昌弘の説を挙げると、嵯峨天皇即位直後の観察使は藤原緒嗣（東山道）・吉備泉（南海道）・藤原縄主（西海道）・菅野真道（東海道）・藤原仲成（北陸道）・藤原真夏（山陰道）・紀広浜（畿内）・多入鹿（山陽道）であるが、藤原仲成・真夏と多入鹿は薬子の変で処分され、藤原縄主・菅野真道・吉備泉も平城上皇に近い人物で、平城上皇側は早い時点から地方の軍事力の掌握に努めていたとする。大同4年4月の観察使の地方官の兼任はその意図に気付いた嵯峨天皇側による権限剥奪の動きで、6月の観察使の廃止と議政官である参議への横滑りは平城上皇側の反撃であったとする。また、藤原仲成が大同5年5月に近江守に任じ、8月に伊勢守に転じているのは、両国の把握を目指した平城上皇側の戦略で、越前で実際に軍事行動に動いた越前介安倍清継も上皇側の意を受けた人物であったとする。天皇側もその意図を見抜いていたため、9月10日に近江国・美濃国・伊勢国だけでなく、山城国・大和国・越前国の国司人事を実施し、更に衛府や馬寮でも上皇側に近い人物の排除を行ったとしている。平城上皇側は藤原仲成らの主導で、万が一の場合には上皇を東国に連れ出して挙兵する準備を整えていたが、嵯峨天皇側による9月10日の仲成の捕縛と大規模な人事異動の発動で大規模な軍事行動を阻止したとしている。
嵯峨天皇側に挙兵の意図があったとする説として春名宏昭の説を挙げると、太上天皇（上皇）は天皇と政治的に同格で国家の主人・所有者であり、当代の天皇の即位に太上天皇が関与している可能性が高いので事実上は太上天皇の権力の方が上になるとする。更に嵯峨天皇が仲成・薬子兄妹を排除する必要が本当にあると考えていたのであれば、まず平城上皇に事前に相談・諫言してからでも遅くはないのにその形跡がないこと、桓武天皇の崩御後の都を何処に設置するかは平城天皇（上皇）の判断に委ねられていた筈で、それを修正することを嵯峨天皇に相談しなかったのは落ち度があったとしても、平城京への遷都問題は平城上皇の判断が優先されるべきものであったとする。しかし、平城宮にいる平城上皇の命令に反発した平安宮の嵯峨天皇と太政官首脳（藤原内麻呂・園人・雄友ら）は平城上皇の政治的権限の剥奪に乗り出すために軍を召集したとする。春名は先に挙兵を起こしたのが天皇側であったことは、上皇側近の文室綿麻呂と藤原真夏が何も知らずに平安京に派遣され、また捕縛された藤原仲成が左遷命令から一転して裁判無しで秘密裏に処刑されていることからも明かであるとしている。春名は平安京で反乱が起きたと認識した平城上皇が諸国に反乱鎮圧の命令を下すと共に、藤原広嗣の乱における聖武天皇の先例に従って伊勢方面に下ろうとしたとしている。結果的には天皇側の動きの方が早かったために上皇側の動きは食い止められる形になったが、越前国で発生したような天皇側と上皇側の衝突が各地で発生した可能性が高いとしている。また、天皇側と上皇側の両方で命令が出されたために判断に苦慮し、上皇側の命令に従って処分の巻き添えになった官人も少なからず存在したとしている。なお、天皇側の行動が成功した背景には桓武天皇を慕う貴族・官人層に平城天皇（上皇）の改革に対する反感が強く、嵯峨天皇に桓武天皇の方針への回帰を期待していたからと推測している。春名はこの嵯峨天皇の行動を「クーデター」であると評価しているが、天皇が律令に従って太政官以下の国家機関を指揮して行動している以上、合法的措置であることには間違いは無く、「クーデター」には当たらないとする反論がある。

## 薬子の変が描かれた作品
- 司馬遼太郎『空海の風景』中公文庫ほか、1975年
- 映画『空海』（1984年、監督：佐藤純彌）
- 永井路子『王朝序曲』角川書店、1993年